# Karl Göriz
Karl Wilhelm Friedrich Göriz (* 3. November 1802 in Stuttgart; † 5. Februar 1853 in Tübingen) war ein deutscher Agrarwissenschaftler.

## Leben
Göriz, Sohn eines Postsekretärs, studierte ab 1819 Landwirtschaft an der Landwirtschaftlichen Akademie Hohenheim, dann Botanik und Forstwissenschaft an der Eberhard Karls Universität Tübingen. Anschließend war er als Praktikant und Verwalter in landwirtschaftlichen Betrieben tätig.
Auf mehreren Bildungsreisen studierte er die Praxis des Weinbaus. 1831 folgte er einem Ruf als Professor für Landwirtschaft an die Landwirtschaftliche Akademie Hohenheim. Seine Lehr- und Forschungsschwerpunkte lagen auf den Gebieten der Pflanzenproduktionslehre, der landwirtschaftlichen Technologie und der landwirtschaftlichen Betriebslehre. 1845 wurde er als Professor für Land- und Forstwirtschaft an die Universität Tübingen berufen. Hier widmete er sich überwiegend der landwirtschaftlichen Betriebslehre.

## Hauptwerke
- Der kleine Riesling, ein Beitrag zur Kenntnis des Weinbaues, mit besonderer Rücksicht auf Württemberg. Stuttgart 1828.
- Beiträge zur Kenntnis der württembergischen Landwirthschaft. Unter Mitwirkung mehrerer vaterländischer Landwirthe. Stuttgart 1841.
- Beschreibung der Modellsammlung des Königlich Württembergischen land- und forstwirthschaftlichen Instituts Hohenheim. Stuttgart 1845.
- Die im Königreich Württemberg üblichen Feldsysteme und Fruchtfolgen. Tübingen 1848.
- Die landwirthschaftliche Betriebslehre als Leitfaden für Vorlesungen und zum Selbststudium für Landwirthe. Tl. 1, Stuttgart 1853; Tl. 2 und Tl. 3 nach dem Tode des Verfassers bearbeitet und herausgegeben von Gustav Walz, ebd. 1854.